# Edvin
Edvin je moško osebno ime.

## Izvor imena
Ime Edvin izhaja iz angleškega imena Edwin, to pa iz staroangleškega imena Eadwin, ki je zloženo iz staroangleških besed ēad v pomenu besede »posest« in wine »prijatelj«.

## Različice imena
- moške različice: Edbin, Edi, Edo, Etbin, Etvin
- ženski različici: Edvina, Edvinka

## Ime Edvin
- Edvin Kanka Ćudić, bosanski aktivist za človekove pravice

## Pogostost imena
Po podatkih Statističnega urada Republike Slovenije je bilo na dan 31. decembra 2007 v Sloveniji število moških oseb z imenom Edvin: 369.

## Osebni praznik
V koledarju je ime Edvin zapisano 12. oktobra (Edvin, kralj Anglije, † 12. okt. 633).